# Oftalmoskop

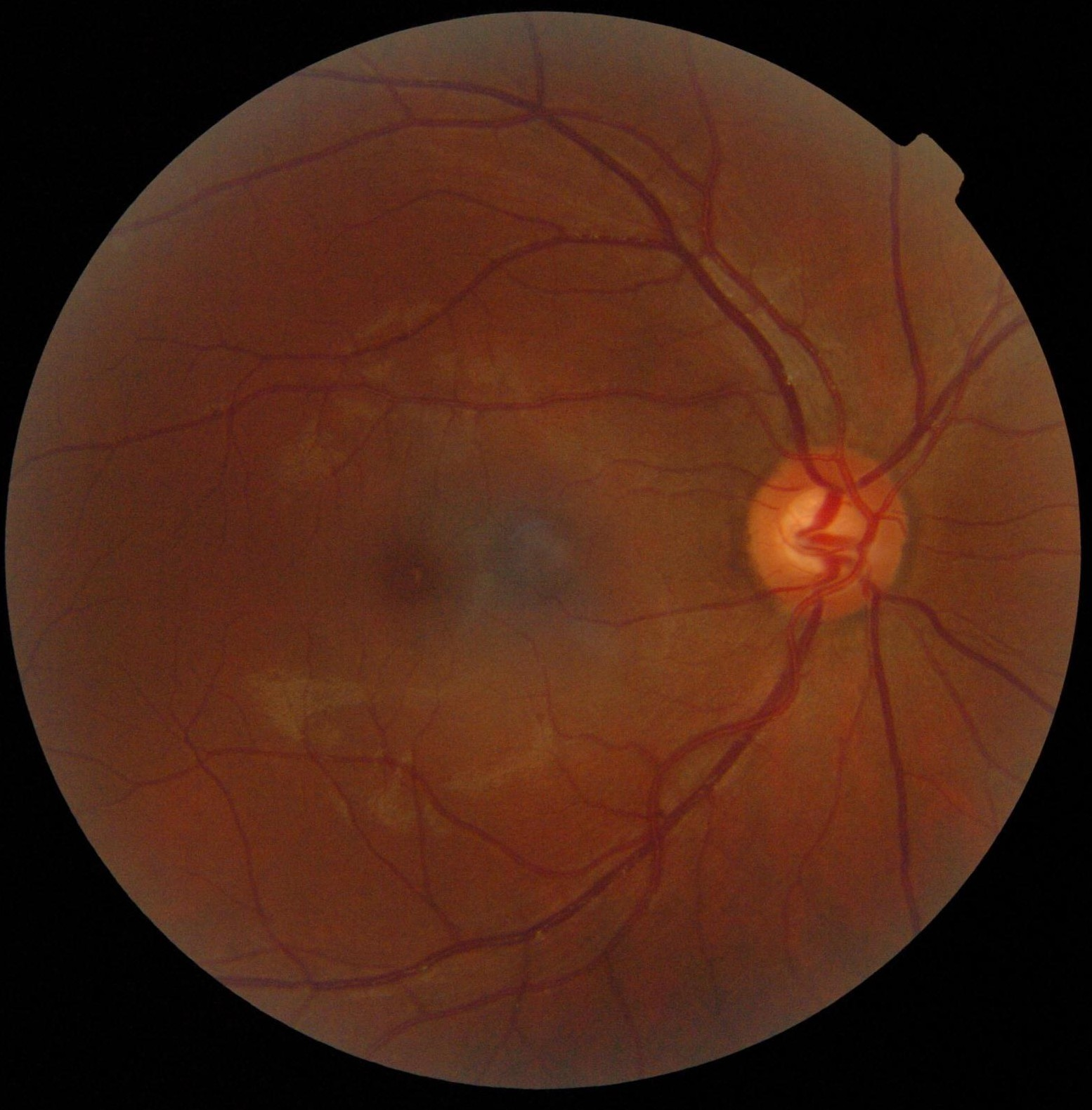
Blodkärl i näthinnan genom ett oftalmoskop

Oftalmoskop är ett optiskt instrument som tillåter det ljus som lämnar ögat att vara i linje med betraktarens öga.

## Användningsområde
Optiskt instrument vilket används för att undersöka ögonbotten (retina). Undersökaren studerar blodkärlen i ögonbotten vilket kan ge indikationer på ett flertal diagnoser.

## Funktion
När man betraktar ett ögas pupill, uppfattas den normalt som helt svart. Med oftalmoskop delar man upp ljuset med hjälp av ett optiskt system, antingen med en spegel eller med ett prisma som reflekterar in ljuset i ögat medan betraktaren genom ett titthål i instrumentet kan betrakta ögats näthinna (retina).
Oftalmoskopet är fäst vid ett handtag som innehåller batteri, på handtaget finns det en bajonettkoppling som medger byte till annat instrument, exempelvis otoskop.

## Olika typer

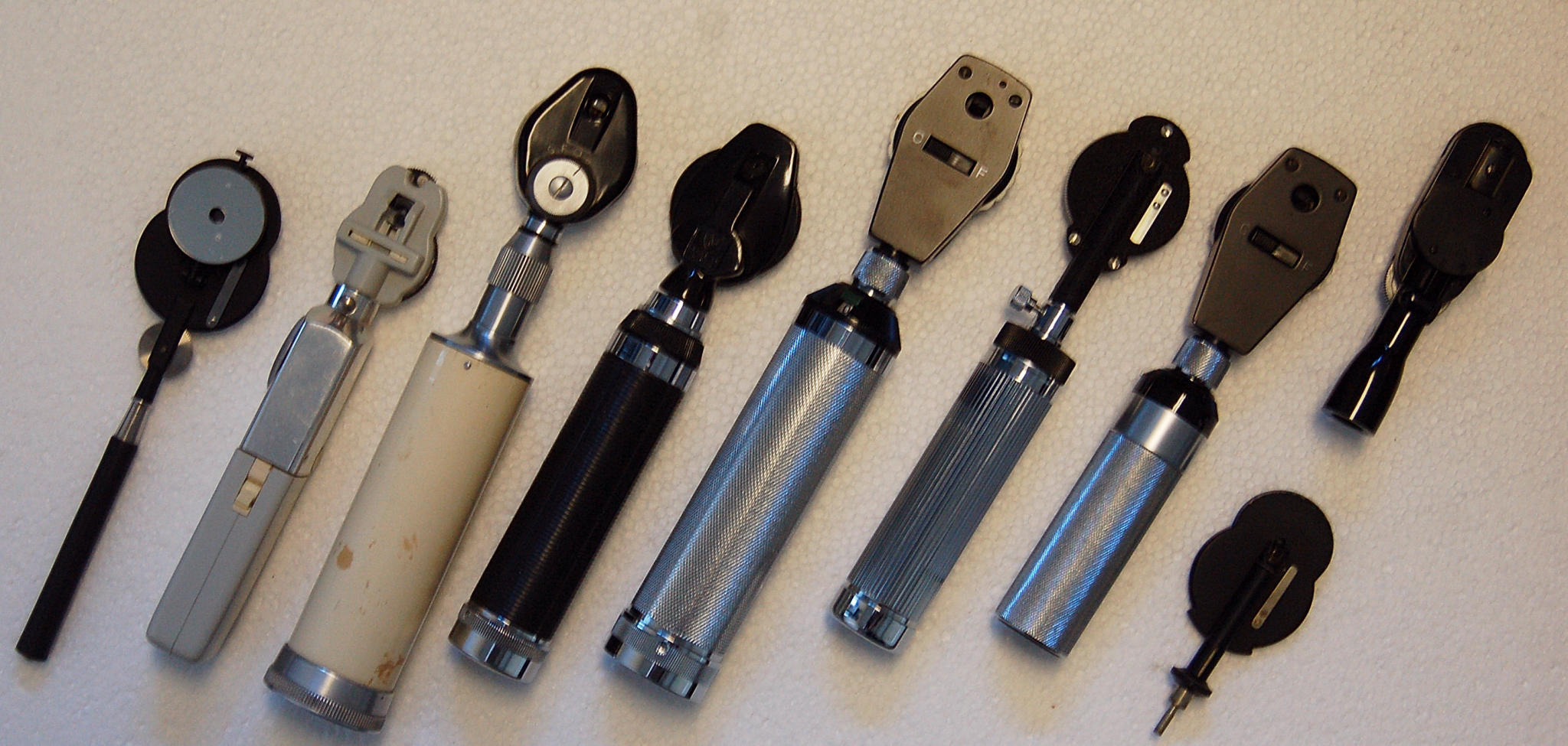
oftalmoskop av olika fabrikat

På marknaden florerar det ett flertal olika typer och modeller. Det finns laddningsbara, sådana för torrbatterier, fast anslutna mm. 

## Används av
Optiker, läkare, ögonläkare, oftalmologassistenter, ögonsjuksköterskor och veterinärer.

## Populärnamn
Ögonspegel (som egentligen är ett annat instrument)

## Uppfinnare
Oftalmoskopet brukar tillskrivas Helmholtz (1851). Han tillverkade ett flertal oftalmoskop och populariserade dess användning. Det bör dock nämnas att optikern Babbage redan 1848 hade konstruerat ett oftalmoskop, men inte insåg värdet och användbarheten av instrumentet.